# محمد الخضر الشنقيطي
محمَّد الخَضِر بن سيد عبد الله بن أحمد الجكني الشنقيطي نسبةً إلى شنقيط.

## حياته[1][2]
ولد في بلدة تكب (شرقي موريتانيا) سنة 1868، وتوفي في المدينة المنورة سنة 1935.
تلقى تعليمه على يد والده الشيخ سيد عبد الله، ثم حفظ القرآن الكريم، وأخذ علوم اللغة والفقه والأصول على يد الشيخ سيد المختار بن أحمد بن الهادي. وقد أجازه في حفظ القرآن الكريم الشيخ سيد محمد بن الأقظف، ودرس على يديه أيضًا بعض المتون الفقهية، ثم درس في محضرة أهل الطالب إبراهيم التاكاطين، وفي محضرة أهل محمد بن محمد سالم في أقصى الشمال الغربي الموريتاني.
عمل قاضيًا في منطقة الشمال الموريتاني، وأسّس هناك محضرة ثم عاد إلى مسقط رأسه، حيث أسس محضرة علمية كبيرة، وعند وصول الاستعمار الفرنسي كانت فتواه بوجوب الجهاد ضد الفرنسيين، ومشاركته في القتال إلى جانبً حاكم شنقيط الأمير عثمان بن بكـَّـار، السبب في مغادرته البلاد نحو المغربً حيث استقر بفاس والتقى بعلمائها وتدارس معهم العلوم، وعاش هناك مدة خمس سنوات، حيث حل في المغرب في أوائل سنة 1908م وفي سنة 1912م حين فرضت الحماية على المغرب سافر إلى طنجة، ومنها أبحر إلى الاسكندرية حيث استقبله مبعوث من طرف الخديوي، وقد مكث في مصر أربعة أشهر، وبعد ذلك غادر مصر ومن معه إلى الحجاز عن طريق البحر، وذهب للمدينة المنورة واستقر فيها، حيث اشترى أرضا وبنى دارا كبيرة بمبلغ من المال جمعه أثناء إقامته عند السلطان عبد الحفيظ، واستقر هناك هو ومن معه من أهله وأقاربه وكان ذلك 1913م ولكن ما إن قام الشريف حسين بثورته ضد الأتراك وسقط معظم الحجاز بيده، ظلت المدينة تقاوم وطال الحصار فشحت المؤن فاضطر إلى مغادرتها. وسافر إلى الأردن، حيث عيّن على القضاء والإفتاء، وكان من أبرز الشخصيات العلمية والدينية هناك. وفي أخريات حياته عاد إلى المدينة المنورة، حيث توفي، ودفن في البقيع.

## مناصب تولاها[3]
- اختير مفتياً للمذهب المالكي بالمدينة المنورة.
- شغل منصب قاضي القضاة في الدولة الأردنية إلى جانب منصب الوزارة في أول حكومة في عهد الإمارة تشكـَّـلت في 11 ـ 4 ـ م1921
- ثم شغل منصب قاضي القضاة في حكومة الرئيس رشيد طليع الثانية المشكـَّـلة في 5 ـ 7 ـ م1921
- شغل منصب مستشار الأمور الشرعية (بمثابة وزارة الأوقاف) في حكومةً الرئيسً مظهر رسلان المشكـَّـلةً في 15 ـ 8 ـ م1921.[3]

## مؤلفاته[1]
له عدد من المؤلفات منها:
- كوثر المعاني الدراري في كشف خبايا صحيح البخاري، لم يتمه
- إبرام النقض لما قيل من أرجحية القبض
- قمع أهل الزيغ والإلحاد عن الطعن في أئمة الاجتهاد.
- مشتهى الخارف الجاني في رد زلقات التجاني الجاني.
- العوامل الشرطية لزكاة الأوراق النوطية.
- لزوم طلاق الثلاث دفعة بما لا يستطيع العالم دفعه.
- قمع أهل الزيغ والإلحاد عن الطعن في تقليد أئمة الاجتهاد
- استحالة المعية بالذات وما يضاهيها من متشابه الصفات
- إيضاح مختصر خليل بمذاهب الأربعة وأصح الدليل، لم يتمه